# Tazmamart
Tazmamart (en árabe, تازمامرت) fue el nombre de una prisión clandestina de Marruecos que se utilizó durante el reinado de Hasan II para castigar y hacer desaparecer a presos políticos de especial relevancia para el monarca. Existió entre 1973 y 1991, año en el que Hasan II ordenó destruirla completamente ya que su existencia se había hecho del dominio público. Estaba localizada en una zona militar al pie del Alto Atlas, cerca del desierto, entre Errachidia y Midelt. 
Tazmamart no fue sino uno de los centros secretos de detención y tortura que funcionaron en Marruecos principalmente —aunque no sólo— durante los llamados años de plomo (1970-1991); sin embargo es el más conocido y simbólico de todos ellos.

## Construcción y primeras noticias

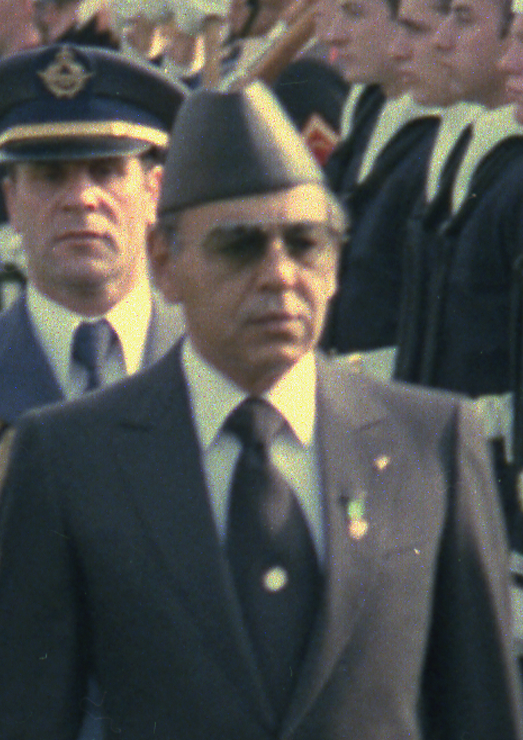
Hassan II.

El 7 de agosto de 1973, 58 militares que cumplían condena en la prisión de Kenitra por su participación en alguno de los dos fallidos golpes de Estado de 1971 y 1972, desaparecieron para sus familias y para todos los registros legales sin dejar rastro. No fue hasta 1979 cuando la familia de uno de los desaparecidos recibió a través de varios intermediarios una nota en la que el remitente decía estar en un «infierno» llamado Tazmamart. Un año más tarde el capitán Abd al-Latif Belkebir logró hacer llegar a su familia otra carta en la que se explicaban los detalles de su desaparición y las condiciones en que se encontraba. Belkebir había sido condenado a cuatro años de prisión y llevaba más del doble encerrado clandestinamente en Tazmamart.
La prisión clandestina de Tazmamart había sido construida en 1972 con el propósito expreso, al parecer, de encerrar de por vida a estos militares, actores secundarios (puesto que los responsables principales habían sido fusilados) en dos intentos de derrocar al rey. Unos eran oficiales que habían participado en el asalto al palacio de verano de Sjirat en 1971 y que se cumplían condenas cortas de prisión. Otros eran militares relacionados con el atentado del 16 de agosto de 1972 contra Hasan II.

## Condiciones de vida
Tazmamart estaba hecha de varios bloques sin comunicación entre sí, aunque todos similares. Los prisioneros eran encerrados a su llegada en celdas individuales subterráneas de reducidas dimensiones, hechas de hormigón y distribuidas a lo largo de un pasillo. Su característica más llamativa era la de estar permanentemente a oscuras: sólo la luz artificial del pasillo penetraba en las celdas por la veintena de agujeros de ventilación en las horas del día en que se repartía el rancho. El prisionero era introducido en la celda por la portezuela de acceso el día de su llegada y —salvo escasas excepciones— no volvía a salir de allí, fuera cual fuera la condena que le hubiera sido impuesta por los tribunales, si la había: muchos de los militares de Kenitra, con responsabilidades secundarias en el golpe de Estado (los responsables principales habían sido ejecutados), purgaron varias veces sus condenas.
Los prisioneros no tenían ninguna protección contra el calor sofocante del verano ni el intenso frío del invierno. No tenían objetos de aseo ni de ningún otro tipo. No recibían ninguna clase de asistencia médica ni tenían contacto físico ni visual con nadie, ni siquiera con sus guardianes, que se limitaban a abrir y cerrar rápidamente las portezuelas de las celdas para deslizar el rancho. Las celdas estaban diseñadas, además, para inundarse con las lluvias torrenciales de otoño y era muy frecuente la presencia de pulgas, chinches, cucarachas e incluso escorpiones. 
Más de la mitad de los presos «enterrados vivos», como solían referirse a sí mismos, murieron durante su cautiverio de diversas enfermedades combinadas con inanición, ya que el frugal rancho diario era demasiado escaso incluso para personas que no realizaban ninguna actividad. Una huelga de hambre de protesta organizada en los primeros tiempos se llevó por delante a varios presos, ya que la prisión había sido creada para exterminarlos y en ese sentido era indiferente que se mataran a sí mismos. Algunos, de hecho, se suicidaron dándose cabezazos contra los muros. Muchos enloquecieron completamente. 
Cuando un preso moría, era arrastrado fuera de su celda (a veces varios días después de su muerte) y enterrado en el patio sin más ceremonia.
Privados de luz y de la posibilidad de realizar cualquier actividad, los presos que lograban mantener la cordura entretenían el tiempo hablando unos con otros. Algunos conocían el Corán de memoria (algo nada infrecuente entre los musulmanes) y se dedicaban a enseñárselo a sus compañeros. Otros contaban con todo lujo de detalles libros que hubieran leído o películas que hubiesen visto, una y otra vez. 
(La privación de luz era algo habitual en las detenciones políticas de los años de plomo. Si no eran recluidos en lugares a oscuras, como Tazmamart, se obligaba a los prisioneros a llevar los ojos permanentemente vendados, durante meses e incluso años.)

## Tazmamart en la opinión pública
Las primeras noticias que tuvieron los familiares de los militares desaparecidos las recibieron varios años después de su encarcelamiento clandestino a través de cartas que los prisioneros lograban sacar de la prisión mediante sobornos. Según los relatos de algunos supervivientes, tres de sus quince guardianes accedían a servir de mensajeros a cambio de elevadas sumas de dinero que pagaban las familias. 
La existencia de Tazmamart era conocida en la sociedad marroquí bajo forma de rumor y casi de leyenda urbana de la que nunca se hablaba en público, pues las autoridades negaban categóricamente la existencia de tales centros clandestinos. Sin embargo las organizaciones de derechos humanos de Marruecos atribuyen la difusión del rumor a las propias autoridades, pues sólo podía ser un instrumento de terror en la medida en que se conociese. Esta dualidad entre lo oficial y lo no oficial, que se niega y admite a un tiempo, corresponde con la existencia en Marruecos, desde su independencia, de dos estructuras de poder paralelas: el Estado con sus instituciones legales por una parte y el Majzen o estructura feudal por otra. Si las prisiones pertenecen al Estado, lugares como Tazmamart serían algo propio del Majzen. El gobierno marroquí negaba oficialmente la existencia de prisiones secretas pero, paradójicamente, no negaba su responsabilidad en la desaparición de los militares de la cárcel de Kenitra, que necesariamente debían estar en un lugar secreto o muertos, puesto que no habían sido trasladados a otra prisión ni liberados. Simplemente mantenía silencio al respecto.
A principios de los años 1980 saltó a la opinión pública francesa el caso de los hermanos Bourequat. Franceses de origen marroquí, desaparecieron en 1973 sin razón aparente en Rabat. Su hermana Khadija, testigo de su detención, denunció incansablemente su desaparición ante las autoridades francesas, reacias a enfrentarse con las marroquíes. Finalmente, la presión mediática y el patrocinio de Danielle Mitterrand, esposa del presidente François Mitterrand lograron que en 1982 el Estado marroquí admitiera la existencia del caso Bourequat, aunque sin dar detalles del paradero de los hermanos. (Los Bourequat habían estado en un centro clandestino cerca de Rabat hasta 1981, en que fueron llevados a Tazmamart, coincidiendo con la repercusión pública de su caso.)
En 1987 los hijos del general Mohammed Ufqir, antiguo ministro del Interior implicado en el golpe de 1972, logran evadirse de un centro de detención durante cuatro días y ponerse en contacto con periodistas y abogados de derechos humanos de Francia: desaparecidos tras la ejecución extrajudicial de su padre, han pasado quince años recluidos y torturados en varias prisiones clandestinas. Son apresados por la policía y desaparecen de nuevo, pero su caso demuestra que los centros secretos existen.
En 1989 varias organizaciones de derechos humanos del mundo publican una carta de las que los presos de Tazmamart logran enviar a través de sus carceleros, describiendo las condiciones de su detención. En la carta se dan también las primeras noticias del paradero de los Bourequat. Francia es el país donde más movimiento hay en torno a la represión en Marruecos, pero al mismo tiempo las autoridades temen incomodar a sus aliados. Así por ejemplo, los periodistas de la televisión francesa encargados de entrevistar al rey Hasan reciben órdenes expresas de no mencionar el tema. 
1990 y 1991 son los años en el que la cuestión de Tazmamart y otros centros clandestinos salen completamente a la luz, también en Marruecos, precipitando su clausura y la liberación de sus prisioneros.

## El final de Tazmamart
El detonante es el informe anual de Amnistía Internacional, que hace un profundo repaso de la cuestión de las desapariciones de personas en Marruecos y llega a reunirse con Hasan II y sus ministros de Interior y Justicia en febrero de 1990. El informe y los resultados de la reunión incomodan a Marruecos, quien empezará a acusar a AI de partidismo. Al mismo tiempo, el rey anuncia la creación del Consejo Consultivo de los Derechos Humanos para «asistirle» en esta materia. 
En septiembre de 1990 el periodista francés Gilles Perrault publica Nuestro amigo el rey (Notre ami le roi), una biografía extremadamente crítica de Hasan II en la que por vez primera el gran público puede leer in extenso acerca de casos como Tazmamart y los otros centros clandestinos o la suerte de enemigos personales del rey como el general Ufqir y su familia, los hermanos Bourequat y el coronel Ahmed Dlimi, entre otras muchas acusaciones lanzadas contra Hasan y el Majzén. El libro arma gran revuelo y causa una crisis importante en las relaciones francomarroquíes, pero a pesar de las presiones de Marruecos para que las autoridades francesas lo impidan, se difunde rápidamente en Francia —incluida la numerosa comunidad de origen marroquí—, es traducido a varias lenguas y acaba por penetrar en Marruecos.
En diciembre de 1990 la OADP, un partido político de izquierdas, hace en el parlamento marroquí una pregunta acerca de Tazmamart. La pregunta se recoge en el boletín de la OADP, Anwāl, y en los boletines de otros partidos de izquierdas: es la primera vez que el nombre de Tazmamart se escribe en un documento de difusión pública en Marruecos.
En febrero de 1991 los Ufqir son liberados y enviados a Quebec para «protegerlos» de las iras del pueblo marroquí por los crímenes de su padre. La explicación oficial es que el rey no sabía nada y que todo era producto de una «exageración» de sus subordinados. En mayo y junio tanto los Ufqir como Tazmamart son mencionados en comunicados de la Asociación Marroquí de Derechos Humanos y la Asociación de Jóvenes Abogados.
En marzo de 1991 Amnistía Internacional lanza una campaña internacional por la liberación de los prisioneros de Tazmamart, cuya existencia sigue sin reconocerse oficialmente. la campaña se extiende hasta agosto, coincidiendo con el aniversario de la desaparición de los militares de Kenitra. El asunto llega a las Naciones Unidas, a cuya Comisión para la Prevención de la Discriminación y la Protección de las Minorías se dirigen numerosas ONGs para exponer el caso de Tazmamart. 
En junio son liberados varios presos políticos saharauis, algunos de los cuales estaban en prisiones clandestinas, como parte del alto el fuego patrocinado por la ONU que debe tener lugar en septiembre. El gobierno de Estados Unidos presiona al rey Hasan II para que libere a todos los presos de las prisiones clandestinas cuya existencia viene denunciándose. 
Finalmente, en octubre de 1991 se reconoce la existencia de Tazmamart y empiezan a ser liberados los prisioneros, después de un periodo de recuperación y tratamiento médico para amortiguar las huellas de su cautiverio. Enviados a sus lugares de origen, son exhortados por las autoridades a guardar silencio, según cuenta uno de los supervivientes, Ahmed Marzouki. Otras cárceles clandestinas se vacían de igual modo y en 1992 son liberados numerosos presos políticos de la prisión de Kenitra, un mes antes de la visita oficial de Hasan II a Estados Unidos.
Con ello suelen darse por terminados los llamados años de plomo, aunque hasta la muerte del rey Hasan en 1999 y la destitución del ministro del Interior Dris Basri el Estado marroquí no permite una revisión abierta y pública del caso de las desapariciones. Ahmed Marzouki, por ejemplo, fue sometido a fuertes presiones y secuestrado de nuevo en 1995 durante 36 horas para impedirle publicar sus memorias.

## Después de Tazmamart
A partir del año 2000 se empiezan a pagar indemnizaciones y pensiones a las víctimas de la represión y se permiten actos públicos relacionados con el tema. Un acto tiene lugar ese mismo año en Tazmamart. A principios de 2005 se crea la Instancia Equidad y Reconciliación (IER), organismo público encargado de gestionar las investigaciones y reparación de daños. Tazmamart queda bajo custodia de esta entidad, quien documenta las condiciones del lugar y exhuma los cadáveres de las víctimas. Sin embargo, aunque se pretende ofrecer reparaciones económicas y reinserción social a los supervivientes, no está prevista la persecución de los verdugos. Así, las víctimas pueden hablar públicamente de sus experiencias siempre y cuando no mencionen los nombres de sus carceleros y torturadores, que en la mayoría de los casos siguen ocupando cargos públicos. Las memorias y relatos publicados en Marruecos han tenido que pasar una censura previa. La IER, como su nombre indica, pone en primer plano la idea de «reconciliación» nacional. 
Por otro lado, asociaciones de derechos humanos han vuelto a denunciar la existencia de centros de detención y tortura clandestinos en Marruecos. AI denunció en 2004 la detención ilegal (sin que figure en registros) de unas 4000 personas, aparentemente en relación con los atentados de Casablanca del 16 de mayo de 2003. 

## Algunos prisioneros
- Abd al-Latif Belkebir, capitán condenado a 4 años de cárcel y 5000 dirhams de multa por su participación indirecta en el golpe de Estado de Sjirat (1971), es el autor del primer testimonio largo sobre Tazmamart, enviado a su familia por medio de un carcelero sobornado, en 1981.
- Benaissa Rashdi, suboficial mecánico, fue condenado a tres años de cárcel y 250 dirhams de multa por cumplir las órdenes ordinarias de armar varios cazas F5 para un vuelo de entrenamiento: los aviones en realidad fueron usados para ametrallar el avión real en el atentado del 16 de agosto de 1972 contra Hasan II. Su testimonio se expresó mediante dibujos que fueron sacados al exterior también clandestinamente.
- Mbarek Tuil, teniente, fue uno de los pocos prisioneros que salieron brevemente de su celda. estaba casado con una norteamericana que volvió a Estados Unidos tras su desaparición. Allí logró que su gobierno se interesara por la suerte de su marido: en 1985 fue trasladado en helicóptero desde Tazmamart hasta la embajada de EE. UU. en Rabat, presentado al embajador para que pudiera comprobar que seguía vivo y luego devuelto a Tazmamart. Recibió el privilegio de poder mantener correspondencia con su esposa una vez al año.
- Los hermanos Bourequat eran franceses de origen marroquí y familiares lejanos de Hasan II. Fueron desaparecidos en 1973 sin que hasta la fecha se sepa exactamente el motivo, aunque suele señalarse que, como personas cercanas a la corte, sabían demasiado de algún tema. Tras pasar por varias cárceles clandestinas acabaron en Tazmamart en 1981, justo cuando la opinión pública francesa empezaba a conocer su caso. Siguieron desaparecidos después de la destrucción de la cárcel de Tazmamart y fueron liberados a finales de 1991 al parecer por petición expresa del presidente de Estados Unidos.
- Ahmed Marzouki, cadete de la escuela militar de Ahermumu, fue obligado a participar junto a sus compañeros en el golpe de Estado de Sjirat. Es el autor del testimonio publicado más célebre, Tazmamart, celda 10, redactado originalmente en francés.
- Driss Chberreq, llamado Ba Driss, era también cadete de Ahermumu, vecino de celda de Marzouki en Tazmamart y autor de un libro testimonio, El tren loco y dos libros de poemas. Toda su obra permanece inédita, eclipsada por la de Ahmed Marzouki y otros libros sobre el tema.
- Aziz Binebine, militar de Kenitra también, es quien inspira la obra de Tahar Ben Jelloun Sufrían por la luz. Es hermano de Mahi Binebine, conocido escritor y pintor.